# مجتبی پوربخش
مجتبی پوربخش (زادهٔ ۸ آبان ۱۳۶۱، رشت) مجری، تهیه‌کننده تلویزیون و فیلمساز ایرانی است.

## زندگی
پوربخش فعالیت خود را از باشگاه خبرنگاران جوان آغاز کرد. وی در سال ۱۳۸۲ برنامه گیلان ما را اجرا کرد و از سال ۱۳۹۱ به دعوت پیمان یوسفی و مزدک میرزایی برای همکاری در برنامه تخصصی لیگ دسته اول به عنوان مجری و تهیه‌کننده، همکاری خود را با شبکه ورزش سیما آغاز کرد. وی همچنین از اعضای تیم فوتبال ستارگان هنر ایران است.
پوربخش در تیر ۱۴۰۱ در صفحهٔ اینستاگرامش از ابتلای خود به سرطان خون خبر داد.

## آثار

### فیلمسازی
پوربخش در سال ۱۳۹۸ فیلم کوتاهی با عنوان خداحافظ المپیک را با بازی رامین راستاد و طاهره عمو زاده کارگردانی کرده‌است که داستان دختر قایقرانی را نشان می‌دهد که در راه رسیدن به المپیک مشکلاتی بر سر راهش قرار می‌گیرد.
| سال  | نام فیلم       | کارگردان     |
| ---- | -------------- | ------------ |
| ۱۳۹۸ | خداحافظ المپیک | مجتبی پوربخش |

### برنامه‌های تلویزیونی
| سال          | نام برنامه                   | سمت                     | شبکه            |
| ------------ | ---------------------------- | ----------------------- | --------------- |
| ۱۳۹۹         | ورزش تعطیل نیست              | مجری                    | شبکه ورزش       |
| ۱۳۹۸         | آقای ورزش                    | تهیه‌کننده و کارگردان    | شبکه ورزش       |
| ۱۳۹۶–۱۳۹۹    | فوتبال ۱                     | تهیه‌کننده و مجری        | شبکه ورزش       |
| ۱۳۹۲ تا ۱۳۹۴ | لیگ ۱                        | مجری                    | ورزش            |
| ۱۳۹۳         | ورزش از نگاه دو              | مجری                    | شبکه دو         |
| ۱۳۹۵         | استدیو ورزش                  | مجری                    | شبکه ورزش       |
| ۱۳۹۳         | عیدانه                       | مجری                    | شبکه باران      |
| ۱۳۹۳ تا ۱۳۹۶ | نوروز فوتبالی                | تهیه‌کننده               | شبکه ورزش       |
| ۱۳۹۶         | سینما ورزش                   | تهیه‌کننده               | شبکه ورزش       |
| ۱۳۸۵ تا ۱۳۸۸ | با ورزش                      | مجری                    | شبکه باران      |
| ۱۳۸۹ تا ۱۳۹۱ | سکو                          | مجری و تهیه‌کننده        | شبکه باران      |
| ۱۳۸۴ تا ۱۳۸۵ | مجله ورزشی                   | گوینده                  | رادیو گیلان     |
| ۱۳۸۴ تا ۱۳۹۸ | گزارشگر فوتبال               | گزارشگر                 | شبکه ورزش       |
| ۱۳۸۳ تا ۱۳۸۸ | در گیلان ما                  | گزارشگر و دستیار تهیه   | شبکه باران      |
| ۱۳۹۸         | فصل داغ فوتبال               | گزارشگر اعزامی به روسیه | شبکه ورزش       |
| ۱۳۹۸         | مجله آسیایی                  | مجری                    | شبکه ورزش       |
| ۱۳۹۸         | مراسم برترین‌های فوتبال ایران | مجری                    | شبکه ورزش       |
| ۱۳۹۸         | فصل داغ فوتبال               | مجری                    | فدراسیون فوتبال |

## تقدیر از برنامه نوروز فوتبالی
نوروز فوتبالی به تهیه کنندگی مجتبی پوربخش یکی از برنامه‌های شبکه ورزش در نوروز ۹۷ بود که مورد استقبال عموم در رای‌گیری انتخاب بهترین برنامه‌های نوروزی قرار گرفت.
علی عسگری، رئیس صدا و سیمای جمهوری اسلامی ایران از مجتبی پوربخش تهیه‌کننده گیلانی برنامه نوروز فوتبالی شبکه ورزش، در مراسم اختتامیه جشنواره مردمی برنامه‌های نوروزی صداوسیما (سین سیما) تقدیر و قدردانی کرد.
نوروز فوتبالی از اولین روز سال ۹۷ در سیزده قسمت و هر روز در ۲ نوبت (به شکل زنده و بازپخش) روی آنتن شبکه ورزش می‌رفت. هدف این برنامه انتخاب برترین‌های فوتبال ایران در پست‌های مختلف بود که در نهایت با رای مردم انتخاب و معرفی شدند. در کنار موضوع اصلی برنامه، آیتم‌های عیدانه و متفاوتی با اهالی فوتبال و هنرمندان نیز در نظر گرفته شده بود.

## یازدهمین جشنواره فیلم‌های ورزشی
در یازدهمین جشنواره بین‌المللی فیلم‌های ورزشی ایران، مجتبی پوربخش با برنامه فوتبال ۱، بالاتر از عادل فردوسی‌پور عنوان بهترین تهیه‌کننده ورزشی را به خود اختصاص داد.

## اخراج از صدا و سیما
او در جریان خیزش ۱۴۰۱ ایران از اعتراضات اعلام حمایت کرد.  و به دلیل حمایت از اعتراضات ۱۴۰ از حضور در صدا و سیمای جمهوری اسلامی کنار گذاشته شد.